# Antonio di Padova, il santo dei miracoli
Antonio di Padova, il santo dei miracoli è un film del 1931 diretto da Giulio Antamoro.

## Trama

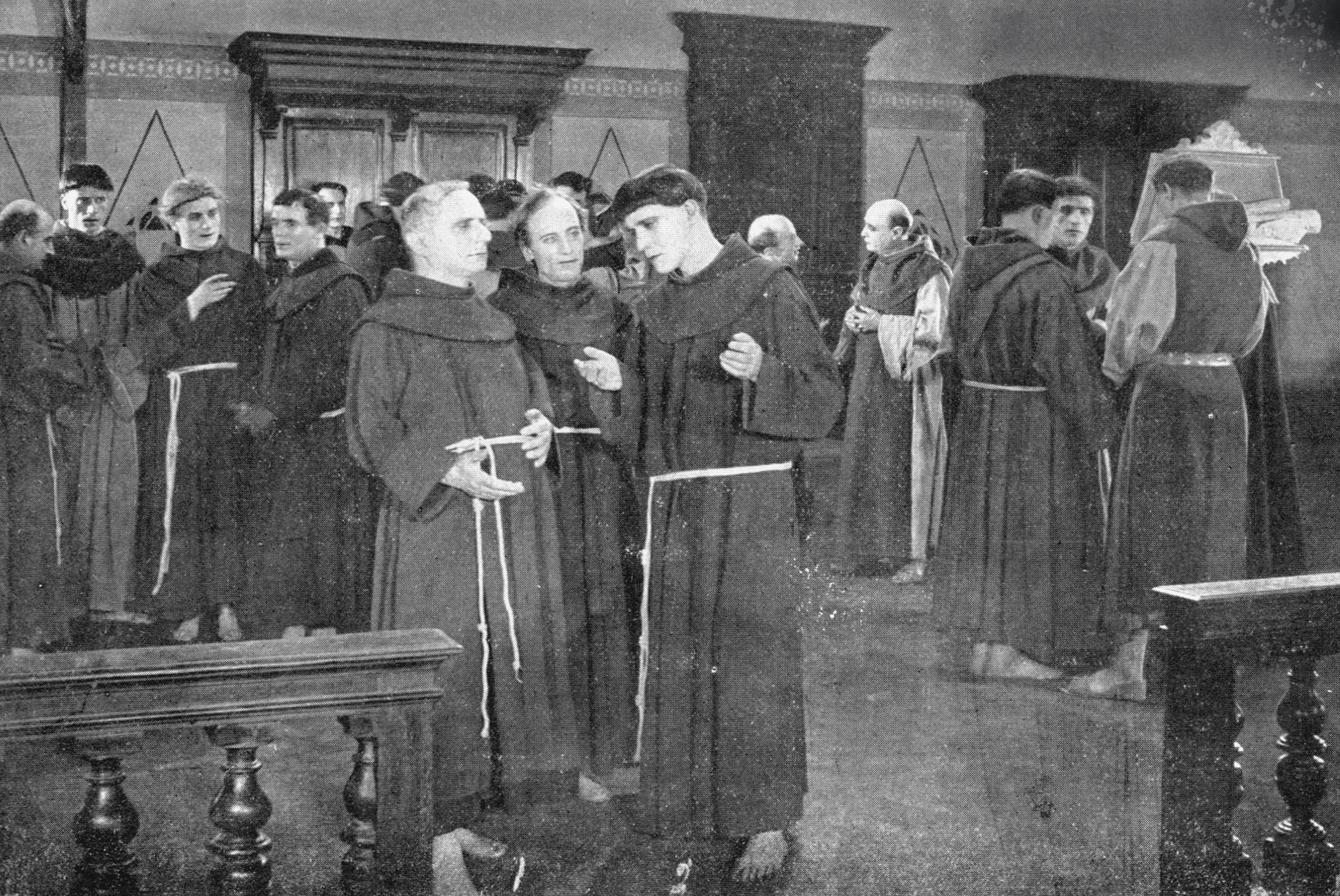
Antonio, al centro, con i frati

Il giovinetto Antonio, nativo di Lisbona, matura la vocazione verso la vita religiosa e fin da allora si dedica ad episodi di carità e ad alcuni miracoli. Dopo aver superato le tentazioni della lussuria, si ritira in monastero per diventare missionario. Si reca dapprima in Marocco, dove si ammala, e poi in Sicilia. Nella maturità Antonio è ancora protagonista di diversi miracoli: a Rimini una moltiplicazione di pesci,  a Bourges restituisce la parola ad una muta, a Gemona fa resuscitare un morto. I suoi ultimi anni sono all'insegna di un sempre più alto ascetismo e la sua morte avviene nella venerazione di tutti i confratelli.

## Produzione
Antonio di Padova fu l'unico film prodotto dalla S.A.C.R.A.S., una società che si era costituita nel luglio 1930 a Roma con un capitale sociale di 500.000 lire e sede in via Due Macelli. L'intento era di produrre solo opere a carattere religioso ed infatti il motto aziendale era «Servite Domino in laetitia».
Per realizzare il film dedicato alla figura del santo portoghese, nella ricorrenza dei 700 anni dalla sua morte (1231), vennero riaperti gli stabilimenti di Rifredi, costruiti all'inizio degli anni venti da Giovanni Montalbano e poi rilevati nel 1927 dalla I.C.S.A. per girarvi Frate Francesco e Boccaccesca. Lo sconosciuto protagonista, Carlo Pinzauti, era un dipendente del ristorante della stazione ferroviaria di Firenze e non risultano altre sue partecipazioni cinematografiche.
Anche in questo caso, come 4 anni prima per il film dedicato al Santo di Assisi, la direzione artistica venne affidata a Giulio Antamoro, considerato uno "specialista" dei film di rievocazione religiosa sin da quando (1916) aveva diretto Christus. Nella continua speranza di un possibile rilancio (la "rinascita") della cinematografia italiana, i film religiosi venivano considerati una delle possibilità per «lanciare in tutte le propaggini del mondo ed ottenere l'adesione di tutte le organizzazioni cattoliche», anche se essi furono in realtà molto pochi e si dovette attendere sino al 1936 perché la Chiesa intervenisse sulla materia con la Enciclica Vigilanti cura. 

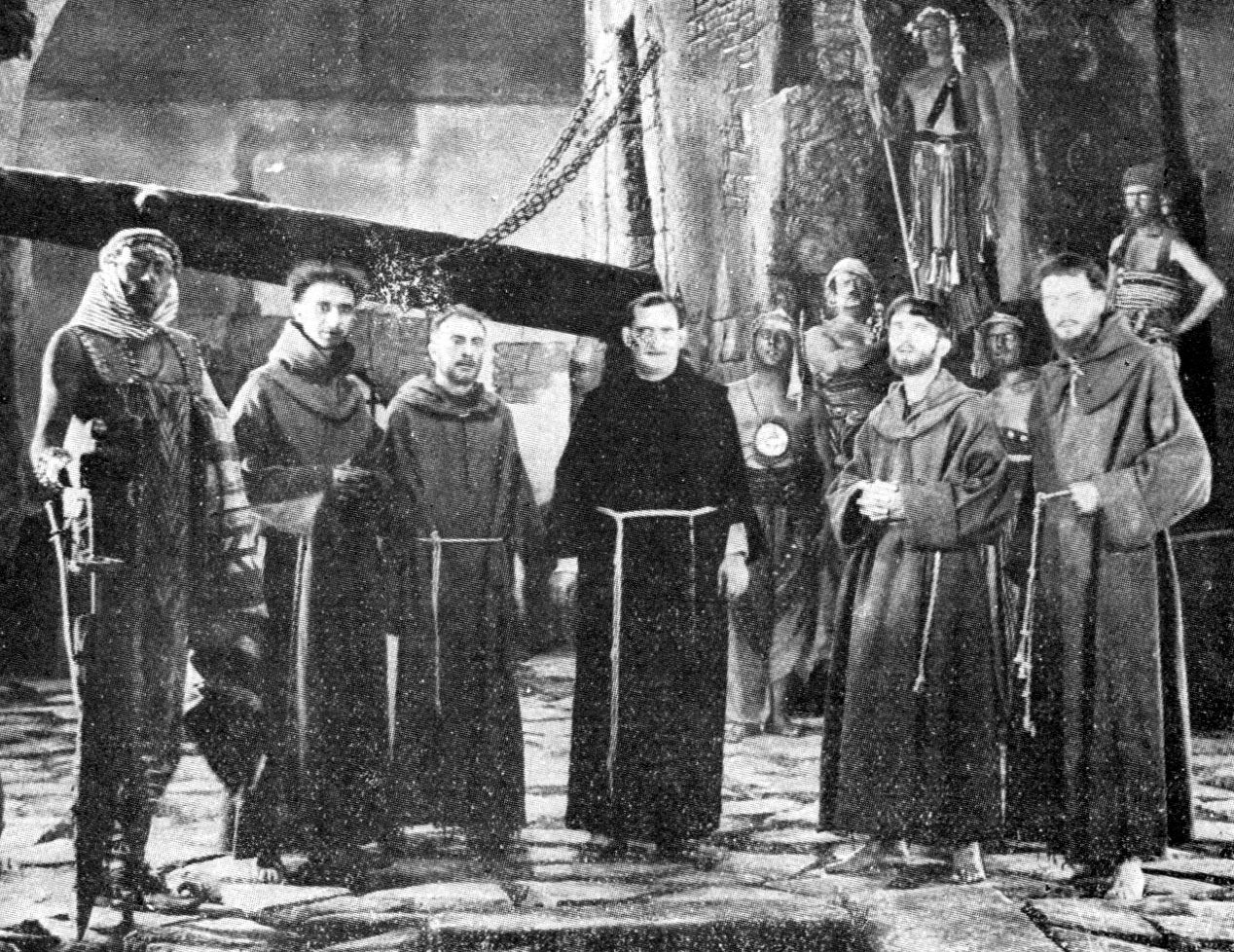
Dicembre 1930. Immagine del set di Antonio da Padova. Al centro il soggettista, frate francescano Vittorio Facchinetti, assieme ad alcune comparse.

Il soggetto del film venne scritto dal francescano Vittorio Facchinetti. Per le riprese, oltre ai teatri di posa di Rifredi (che per l'occasione si tentò di attrezzare per le produzioni sonore) vennero utilizzati il complesso della Torre del Gallo e la tenuta di San Rossore, quest'ultima a seguito di apposita autorizzazione del re che, al pari del Papa e di Mussolini, aveva voluto agevolare e sovvenzionare la realizzazione del film. Nei loro confronti venne anche annunciata una presentazione del film in visioni private, anche se non è noto se vi siano davvero state.

## Accoglienza
Nonostante gli autorevoli appoggi, il film fu «un fiasco solenne, in quanto girato muto, poi sonorizzato, ma in modo disastroso». Nel 1931, quando fu distribuito, ormai in Italia il sonoro, grazie soprattutto all' investimento di Stefano Pittaluga nella "Cines" di via Vejo a Roma, era un fatto acquisito ed il primo film "parlante", La canzone dell'amore, era già stato distribuito l'anno prima.

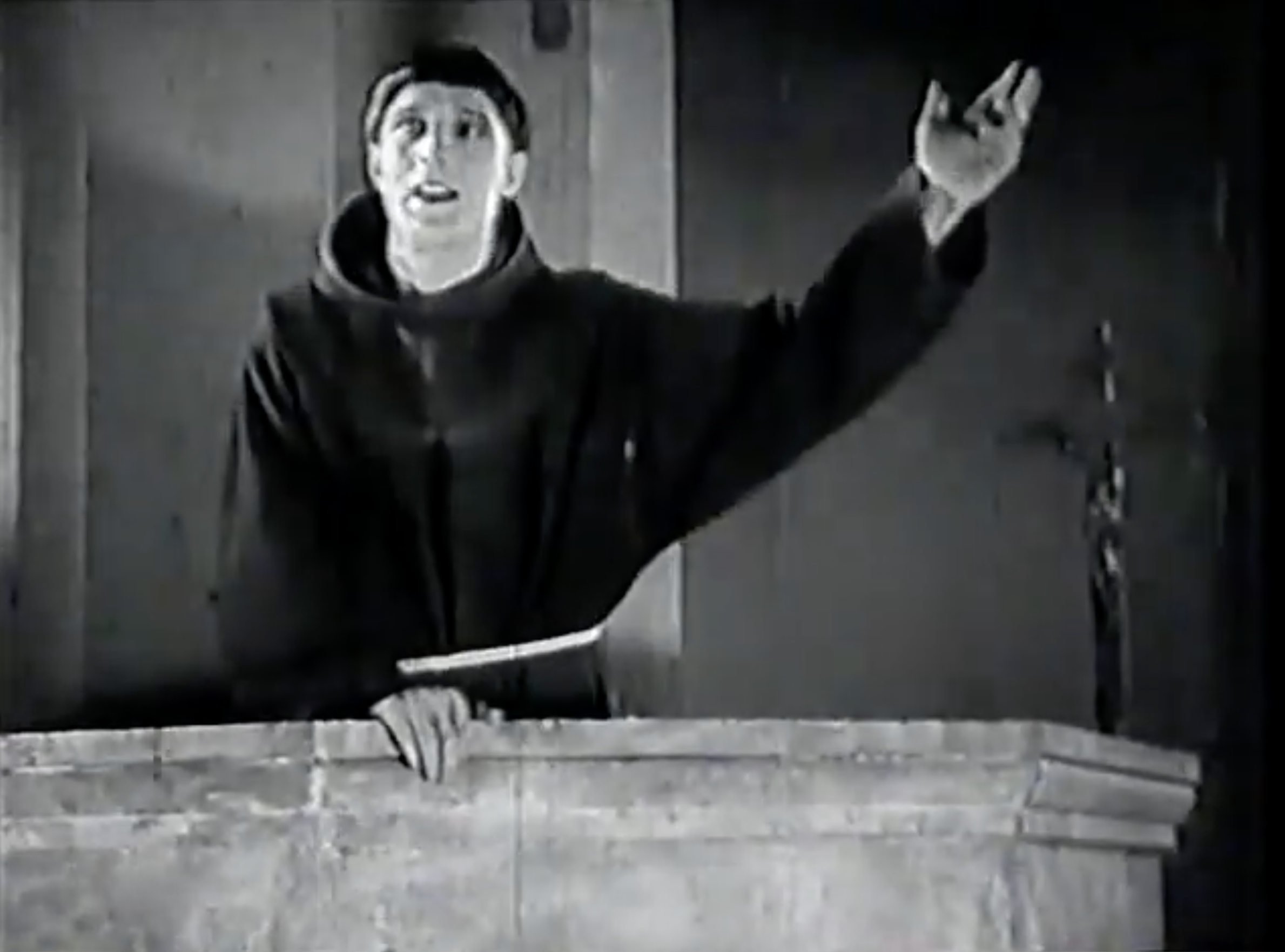
Predicazione del Santo

Per questo la critica accolse il film con commenti negativi che neanche il suo intento morale riuscì a mitigare. Giuseppe Lega scrisse che «con Antonio di Padova torniamo al cinematografo di venti anni fa», mentre su Kines la pellicola fu addirittura definita «non un film, ma una serie di vignette animate, il cui contenuto è racchiuso nelle didascalie che le precedono [come] il cinematografo di 15 anni or sono». E per il Corriere della sera «la lode delle intenzioni dei realizzatori non può giustificare un prodotto così scarso sotto l'aspetto cinematografico».
L'insuccesso causò la crisi della S.A.C.R.A.S., che non riuscì a realizzare più nulla, neanche alcuni altri film religiosi già programmati (sulla vita di Maria e su San Paolo ), cessando la propria attività. Stessa sorte subirono gli stabilimenti di Rifredi, per i quali il film diretto da Antamoro fu l'ultimo ad esservi girato, prima della demolizione.
La pellicola fu talora utilizzata per proiezioni didattiche in scuole, collegi o seminari, ma poi in Italia andò perduta. Secondo la ricerca recentemente pubblicata da Aldo Bernardini, di Antonio di Padova esistono attualmente tre copie superstiti: una a Losanna, una seconda a Madrid e la terza nella lontana Arizona, presso la locale Università.